# 1838 a vasúti közlekedésben
Ez a szócikk a 1838-ban történt vasúti eseményeket mutatja be.

## Események Magyarországon
- Április 3. - A helytartótanács utasítja Ulmann Mórt a Pest–Pozsony közötti vaspálya tervének bemutatására és a pest-debreceni szakasz előzetes felmérésére[1]